# John Sibthorp

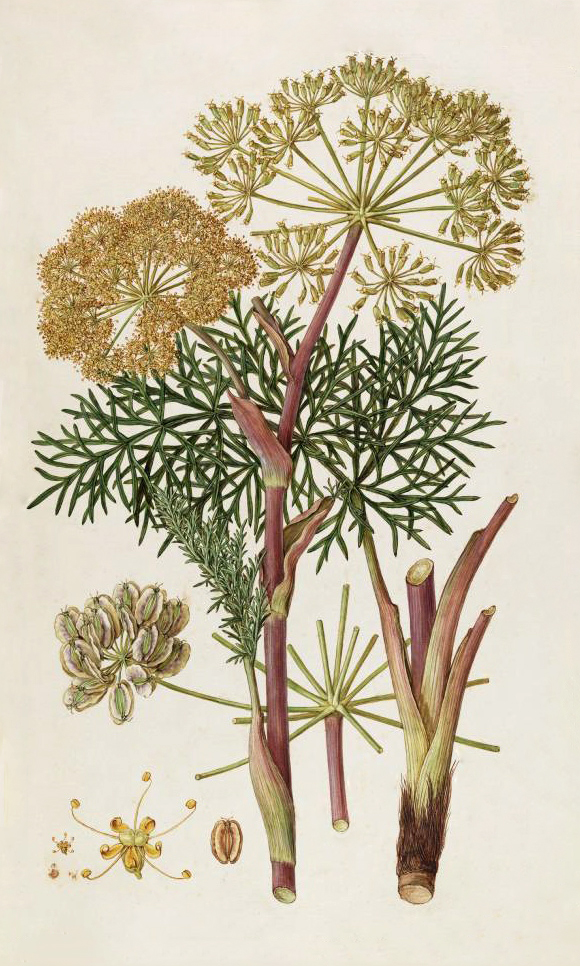
Thapsia garganica per Ferdinand Bauer a partir de dibuixos fets per a "Flora Graeca"

John Sibthorp FRS (28 d'octubre de 1758 – 8 de febrer de 1796) va ser un botànic anglès.
Nasqué a Oxford, sent el fill del botànic Humphry Sibthorp (1713–1797), qui des de 1747 fins a 1784 va ser professor de botànica a la Universitat d'Oxford.
John es va graduar al Lincoln College, Oxford el 1777, i estudià medicina a les universitats d'Edinnburgh i de Montpellier. El 1784 succeí al seu pare en la càtedra Sherardiana. Es traslladà a Göttingen i a Viena, preparant una expedició botànica a Grècia (1786) i a Xipre (1787), fruit de la qual és l'obra Flora Graeca.
En tornar a Londres l'any següent va prendre part en la fundació de la Linnean Society el 1788, i a més d'Oxfordshire publicà el 1794 la Flora Oxoniensis. Va ser escollit Fellow of the Royal Society el març der 1788.
Va fer un segon viatge a Grècia, però a la tornada patí tuberculosis i morí a Bath, Somerset el 8 de febrer de 1796.

La seva forma abreujada com a botànic és: Sibth..